# 奥尔德霍弗斜塔
奥尔德霍弗斜塔（荷蘭語：Oldehove）位於荷蘭菲仕蘭省吕伐登。1529年該塔作為教堂塔樓而興建，但1533年因為地層下陷的緣故被迫停止工程，塔身也跟著傾斜。在1595年至1596年，廢棄的教堂被拆除，但塔樓仍然保存下來。
塔高39米（127.95英尺），共有183階。塔的頂部與中心水平偏移2米（6英尺7英寸）。奧爾德霍弗斜塔經修繕後已可開放參觀，成為吕伐登的一個觀光景點，可登塔俯瞰城市景觀。

## 外部連結
- Oldehove.eu （页面存档备份，存于）

53°12′10″N 5°47′23″E / 53.20278°N 5.78972°E